# Lekkoatletyka na Letnich Igrzyskach Olimpijskich Młodzieży 2010 – skok wzwyż chłopców
Skok wzwyż chłopców na Letnich Igrzyskach Olimpijskich Młodzieży 2010 został rozegrany 17 (eliminacje) i 21 sierpnia (finały A i B).

## Rekordy
W tabeli ukazano rekordy poszczególnych kontynentów, rekord świata, rekord świata juniorów oraz najlepszy wynik juniorek młodszych. Dodatkowo przedstawiono najlepsze wyniki (w kategorii seniorów oraz kadetów) w skoku wzwyż mężczyzn w sezonie 2010 przed rozpoczęciem rywalizacji na igrzyskach olimpijskich młodzieży.
| Rekord świata                                  | Javier Sotomayor | 2,45 | Salamanka  | 27 lipca 1993        |
| Rekord świata juniorów                         | Dragutin Topić   | 2,37 | Płowdiw    | 12 sierpnia 1990     |
| Lider list światowych                          | Iwan Uchow       | 2,34 | Monako     | 22 lipca 2010        |
| Lider list światowych kadetów                  | Dmitriy Kroyter  | 2,22 | Tel-Awiw   | 4 marca 2010         |
| Najlepszy wynik w kategorii kadetów            | Javier Sotomayor | 2,33 | Hawana     | 19 maja 1984         |
| Rekord Afryki                                  | Jacques Freitag  | 2,38 | Oudtshoorn | 5 marca 2005         |
| Rekord Azji                                    | Zhu Jianhua      | 2,39 | Eberstadt  | 10 czerwca 1984      |
| Rekord Ameryki Północnej, Środkowej i Karaibów | Javier Sotomayor | 2,45 | Salamanka  | 27 lipca 1993        |
| Rekord Ameryki Południowej                     | Gilmar Mayo      | 2,33 | Pereira    | 17 października 1994 |
| Rekord Europy                                  | Patrik Sjöberg   | 2,42 | Sztokholm  | 30 czerwca 1987      |
| Rekord Australii i Oceanii                     | Tim Forsyth      | 2,36 | Melbourne  | 2 marca 1997         |

## Terminarz
| Data        | Godzina |            |
| ----------- | ------- | ---------- |
| 17 sierpnia | 09.05   | Eliminacje |
| 21 sierpnia | 19:35   | Finał      |

## Rezultaty
| Poz. - pozycja \| CR - rekord mistrzostw \| NR - rekord kraju                                      |
| PB - rekord życiowy \| SB - najlepszy wynik w sezonie \| X - próba spalona \| – - pominięcie próby |
| * wyniki podawane w metrach                                                                        |

### Eliminacje
Do zawodów przystąpiło 15 zawodników z 15 krajów. Do finału A awansowało 8 najlepszych zawodników. Pozostali wystąpią w finale B.
| Poz. | Zawodnik                | Reprezentacja     | 1.90 | 1.95 | 2.00 | 2.04 | 2.07 | 2.10 | Rezultat | Uwagi |
| ---- | ----------------------- | ----------------- | ---- | ---- | ---- | ---- | ---- | ---- | -------- | ----- |
| 1    | Viktor Chernisz         | Ukraina           | -    | o    | o    | o    | o    | o    | 2.10     | QA PB |
| 2    | Bram Ghuys              | Belgia            | -    | -    | o    | o    | o    | o    | 2.10     | QA    |
| 3    | Brandon Starc           | Australia         | o    | o    | o    | o    | o    | o    | 2.10     | QA PB |
| 4    | Gunnar Nixon            | Stany Zjednoczone | -    | o    | xo   | xo   | o    | xo   | 2.10     | QA    |
| 5    | Navinraj Subramaniam    | Malezja           | -    | -    | o    | o    | o    | xxo  | 2.10     | QA SB |
| 6    | Hsiang Chun-hsien       | Chińskie Tajpej   | -    | o    | o    | o    | xo   | xxo  | 2.10     | QA    |
| 7    | Andriej Churyła         | Białoruś          | -    | o    | o    | o    | o    | xxx  | 2.07     | QA    |
| 8    | Dmitriy Kroyter         | Izrael            | -    | -    | o    | -    | o    | xxx  | 2.07     | QA    |
| 9    | Ryan Ingraham           | Bahamy            | -    | -    | -    | xo   | o    | xxx  | 2.07     | QB    |
| 10   | Georgi Dimitrow         | Bułgaria          | -    | -    | o    | o    | xxo  | xxx  | 2.07     | QB    |
| 11   | Mmilili Dube            | Botswana          | -    | o    | xxo  | o    | xxx  |      | 2.04     | QB    |
| 12   | M. Vazifehdoost         | Iran              | o    | o    | o    | xxx  |      |      | 2.00     | QB    |
| 13   | Eugenio Meloni          | Włochy            | xxo  | o    | o    | xxx  |      |      | 2.00     | QB    |
| 14   | Felipe Hickmann         | Brazylia          | xxo  | o    | xxx  |      |      |      | 1.90     | QB    |
| 15   | Alison Ignace Nursimloo | Mauritius         | xxo  | o    | xxx  |      |      |      | 1.90     | QB    |

### Finały
Finał B
| Poz. | Zawodnik                | Reprezentacja | 1.85 | 1.90 | 1.94 | 1.98 | 2.01 | 2.04 | 2.07 | 2.10 | 2.12 | 2.13 | 2.14 | Rezultat | Uwagi |
| ---- | ----------------------- | ------------- | ---- | ---- | ---- | ---- | ---- | ---- | ---- | ---- | ---- | ---- | ---- | -------- | ----- |
| 1    | Ryan Ingraham           | Bahamy        | -    | -    | -    | -    | o    | o    | o    | xxo  | o    | o    | xxx  | 2.13     | PB    |
| 2    | Georgi Dimitrow         | Bułgaria      | -    | -    | o    | o    | xo   | o    | o    | o    | xxx  |      |      | 2.10     |       |
| 3    | M. Vazifehdoost         | Iran          | -    | -    | o    | o    | o    | o    | o    | xxx  |      |      |      | 2.07     |       |
| 4    | Mmilili Dube            | Botswana      | -    | o    | o    | xxx  |      |      |      |      |      |      |      | 1.94     |       |
| 5    | Alison Ignace Nursimloo | Mauritius     | xo   | o    | xxo  | xxx  |      |      |      |      |      |      |      | 1.94     |       |
| 6    | Felipe Hickmann         | Brazylia      | o    | o    | xxx  |      |      |      |      |      |      |      |      | 1.90     |       |
| 7    | Eugenio Meloni          | Włochy        | o    | xxx  |      |      |      |      |      |      |      |      |      | 1.85     |       |

Finał A
| Poz. | Zawodnik             | Reprezentacja     | 1.95 | 2.00 | 2.04 | 2.08 | 2.11 | 2.14 | 2.17 | 2.19 | 2.21 | Rezultat | Uwagi |
| ---- | -------------------- | ----------------- | ---- | ---- | ---- | ---- | ---- | ---- | ---- | ---- | ---- | -------- | ----- |
|      | Dmitriy Kroyter      | Izrael            | -    | -    | -    | o    | o    | o    | o    | xxo  | xxx  | 2.19     |       |
|      | Brandon Starc        | Australia         | o    | o    | o    | o    | o    | o    | xxo  | xxo  | xxx  | 2.19     | PB    |
|      | Viktor Chernisz      | Ukraina           | o    | o    | o    | o    | o    | xxo  | xo   | xxx  |      | 2.17     | PB    |
| 4    | Andriej Churyła      | Białoruś          | -    | o    | o    | o    | xxo  | o    | xxx  |      |      | 2.14     |       |
| 5    | Bram Ghuys           | Belgia            | -    | o    | o    | o    | o    | xo   | xxx  |      |      | 2.14     | PB    |
| 6    | Hsiang Chun-hsien    | Chińskie Tajpej   | -    | -    | o    | -    | xo   | xxx  |      |      |      | 2.11     |       |
| 7    | Gunnar Nixon         | Stany Zjednoczone | o    | o    | o    | o    | xo   | xxx  |      |      |      | 2.11     |       |
| 8    | Navinraj Subramaniam | Malezja           | -    | xo   | xo   | o    | xxx  |      |      |      |      | 2.08     |       |